# 扶余氏
扶餘氏（ふよし）は、百済の国姓。百済王族の姓である。

## 概要
北扶餘の古記によると、天帝が訖升骨城に降臨して都を定め、北夫餘を建国し自ら解慕漱を名乗って解を姓とした。以降、都を東夫餘に移った。その後、東明帝が北夫餘に続き卒本夫餘を建国し、即ち高句麗の始祖となった。百済の初代王である温祚王は北夫餘に続き卒本夫餘を建国した高句麗の東明帝（東明聖王）の子孫であり、高句麗の国姓である高氏から夫餘氏を名乗った。
韓国のメディアによると、『三国史記』と中国の歴史書などの記録を総合して見たら、現在の扶余徐氏と宜寧余氏は扶餘氏の後裔だと推定される。